# Anthessius lighti
Anthessius lighti är en kräftdjursart som beskrevs av Rolf Dieter Illg 1960. Anthessius lighti ingår i släktet Anthessius och familjen Anthessiidae. Inga underarter finns listade i Catalogue of Life.